# Хрущ майский восточный
Хрущ майский восточный или майский жук восточный, дикокаштановый хрущ (лат. Melolontha hippocastani) — жук рода майские жуки подсемейства Хрущи из семейства Пластинчатоусые. Сходен с западным майским хрущем, но отличается от него некоторыми элементами окраски и рядом других признаков.

## Описание

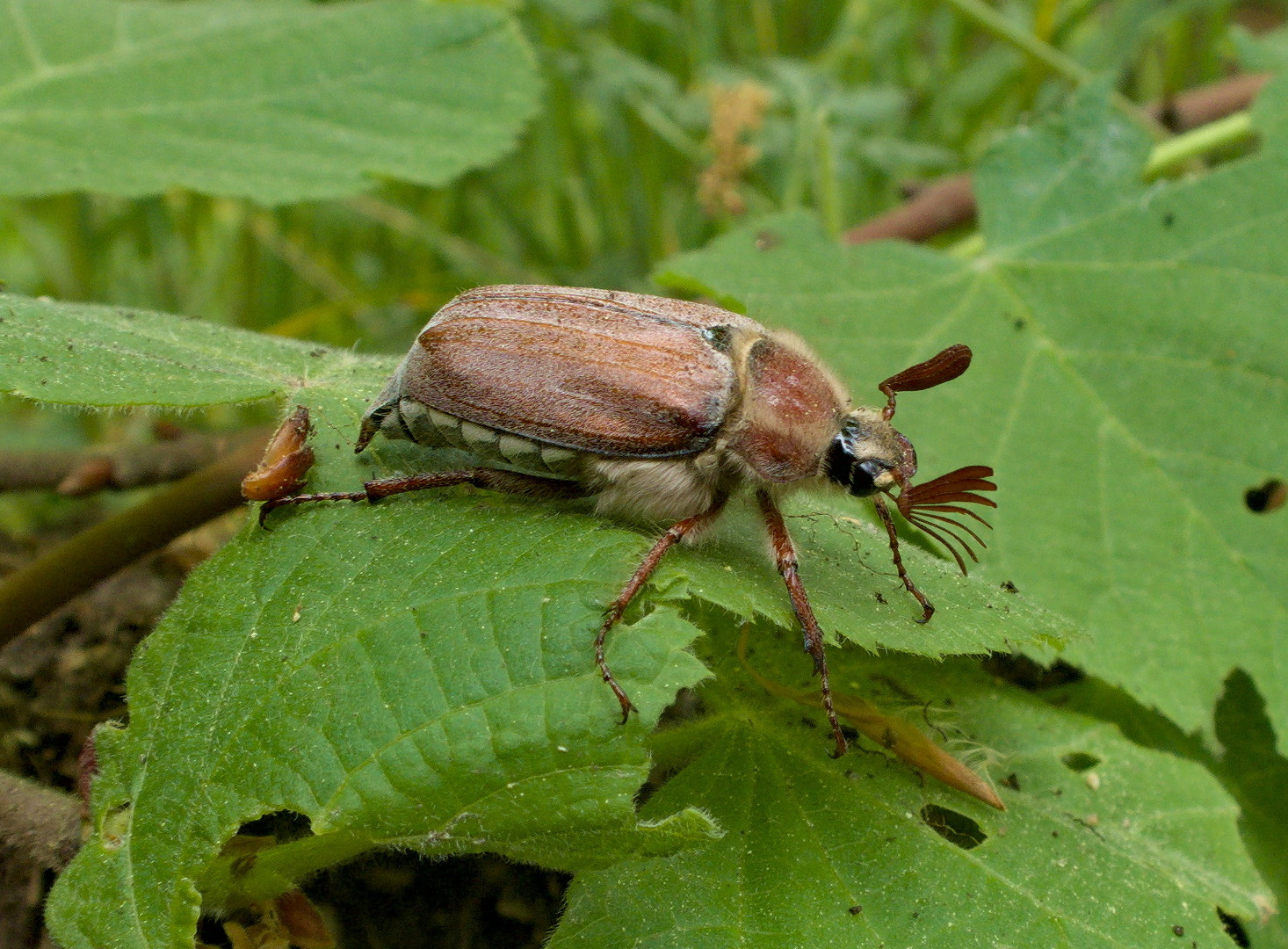

Длина тела 20—29 мм. Самцы меньше самок. Тело крупное, продолговато-овальное, выпуклое. Окраска весьма изменчива.
Последний членик челюстных щупиков удлинённый, несколько изогнутый. Голова в довольно густых точках, с довольно густыми, длинными торчащими светлыми желто-серыми волосками. Глаза средней величины, довольно выпуклые. Голова довольно маленькая, втянута в переднеспинку.
Пигидий сильно отвесный, у вершины вдруг утончается в отросток, который у самца не особенно длинный, перед вершиной суженный, а на вершине опять расширен и закруглён, у самки короткий, одинаковой ширины на всем протяжении, иногда отсутствует. Половой диморфизм также заключаются в зубчатости голени передних ног у самки и количестве пластинок булавы усиков: у самца 7-члениковые и примерно в 2 раза крупнее, чем у самки, у которой булава усиков 6-члениковая.
Передние голени снаружи с 3 или 2 зубцами, причем основной зубец тупой. Лапки тонкие.

## Ареал
Широко распространён в Европе и Азии. Встречается в северной части европейской степной области, в Сибири — в зоне тайги и лесостепи. Преобладает в северной и средней Европе на вырубках на песчаных почвах.
Северная граница ареала проходит через Выборг, Архангельск, Тарту, на востоке граница ареала следует от Якутии по тихоокеанскому побережью, через Маньчжурию до Пекина. Южной границей в Европе является Дунай, далее она следует по линии — Одесса, Запорожье, Уральск, Алтай, Шанхай.

## Подвиды

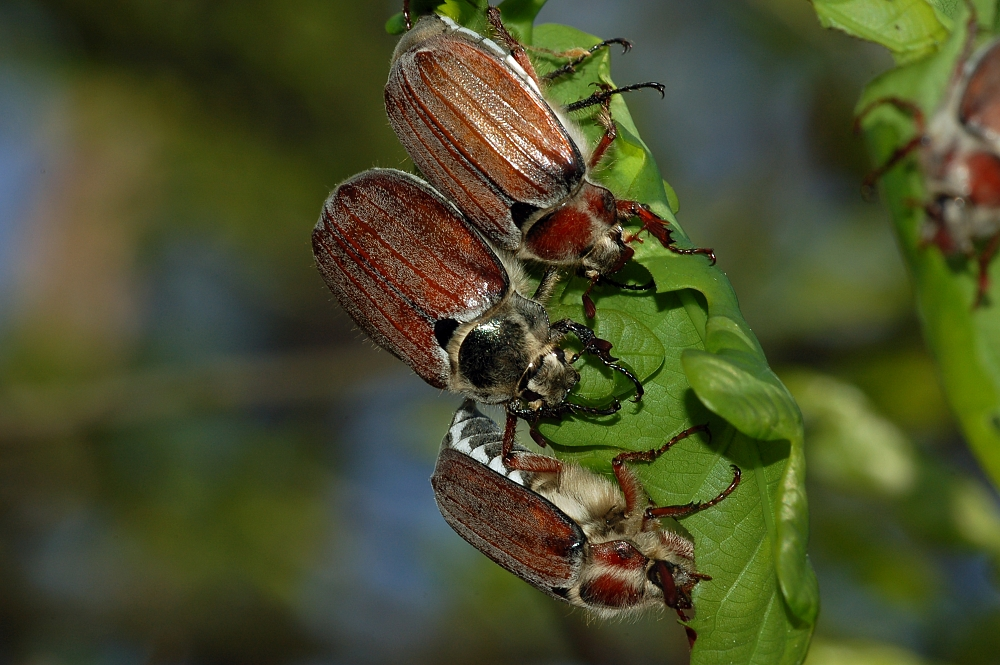

- Melolontha hippocastani romana — вся верхняя сторона тела, включая переднеспинку покрыта густыми белыми волосовидными чешуйками, переходящими в волоски. Ареал: Средняя Италия.
- Melolontha hippocastani mongolica — отличается более коренастым телом, более короткой и толстой вершиной пигидия. Длина 19—27 мм. Ареал: Забайкалье, Восточная Сибирь, северная Монголия, северный Китай.

## Биология
Лёт жуков на севере ареала и в европейской части, происходит в середине мая до конца июня, единичные самки встречаются до конца июля, начала августа. В таёжной зоне Восточной Сибири лёт приходится на конец мая—начало июля, единичные самки встречаются до 10 августа.
В южной части ареала, в лесостепи и степи, лёт происходит во второй половине апреля—начале июня, единичные самки встречаются до начала июля.
В отдельные годы лёт бывает более коротким, иногда меньше месяца. Сначала появляются единичные самцы, а через 6—7 дней — самки. Жуки летают вечером, после захода солнца, в сумерках. К полуночи лёт прекращается. Во время лёта жуки садятся на деревья и питаются листьями: берёза, дуб, клён, орешник, осина, тополь, ива и другие лиственные породы. Из хвойных питаются на лиственницах и соснах. Питаются жуки и днём.

## Размножение
Самки откладывают до 70 яиц в 3—4 приёма, в почву на глубине 20—30 см. Яйца овальной формы, размером 2×2,5 мм. Через 4—6 недель выходят личинки. Личинки первого года жизни питаются преимущественно гумусом и вреда не приносят. Окукливание после 3 зимовки в июне-июле. На севере, а также на затенённых и слабо прогреваемых участках генерация 4 годичная. Окукливание на глубине 10—30 см. Стадия куколки 1—2 месяца.

## Экономическое значение
Является одним из основных вредителей плодово-ягодных и лесных насаждений.
Жуки могут приносить вред, объедая листья на деревьях. Особенно сильно вредят личинки, которые объедают корни молодых деревьев в питомниках и сосновых насаждениях. Молодые растения гибнут, а более взрослые задерживаются в росте.